# Aleksy (Szpakow)
Aleksy, imię świeckie Aleksiej Aleksiejewicz Szpakow (ur. 25 stycznia 1975 we Lwowie) – biskup Ukraińskiego Kościoła Prawosławnego Patriarchatu Moskiewskiego.

## Życiorys
Urodził się w rodzinie chłopskiej. W latach 1993–1995 odbywał zasadniczą służbę wojskową. Po jej ukończeniu został psalmistą w cerkwi Opieki Matki Bożej w osiedlu typu miejskiego Michajłowka (eparchia zaporoska). W latach 2000–2004 uczył się w seminarium duchownym w Kijowie. Dwa lata później ukończył studia teologiczne w Czerniowcach. 16 marca 2008 przyjął święcenia diakońskie z rąk biskupa berdiańskiego i nadmorskiego Elizeusza. W tym samym roku został sekretarzem prasowym eparchii. Święceń kapłańskich udzielił mu 30 marca 2008 arcybiskup rówieński i ostrogski Bartłomiej. Kolejno służył w cerkwiach Narodzenia Pańskiego w Berdiańsku, Nowomęczenników Berdiańskich w Berdiańsku i Trójcy Świętej w Berdiańsku. Wieczyste śluby mnisze złożył 21 grudnia 2008 w ławrze Peczerskiej, na ręce biskupa boryspolskiego Antoniego. Przyjął imię Aleksy na cześć św. metropolity kijowskiego Aleksego. Rok później otrzymał godność ihumena. W 2009 zakończył służbę duszpasterską w eparchii berdiańskiej i przeszedł do eparchii kijowskiej. 
25 sierpnia 2012 został nominowany na biskupa wozneseńskiego i perwomajskiego. W związku z tym następnego dnia otrzymał godność archimandryty. Chirotonię biskupią przyjął 4 września 2012 w monasterze św. Pantelejmona w Kijowie z rąk konsekratorów: metropolitów kijowskiego Włodzimierza, wyszhorodzkiego i czarnobylskiego Pawła, nikołajewskiego i oczakowskiego Pitirima, arcybiskupów boryspolskiego Antoniego, perejasławsko-chmielnickiego i wiszniewskiego Aleksandra, jahodyńskiego Serafina, horodnickiego Aleksandra, biskupów wasylkowskiego Pantelejmona, irpińskiego Klemensa, berdiańskiego Efrema, borodiańskiego Warsonofiusza i fastowskiego Damiana.
17 sierpnia 2019 r. otrzymał godność arcybiskupa. Natomiast 17 sierpnia 2022 r. została mu nadana godność metropolity.